# Principi de Harnack
En anàlisi complexa, el principi de Harnack o teorema de Harnack és un de diversos teoremes estretament relacionats sobre la convergència de successions de funcions harmòniques, que es deriven de la desigualtat de Harnack.
Si les funcions {\displaystyle u_{1}(z)}, {\displaystyle u_{2}(z)}, ... són harmòniques en un subconjunt connex obert {\displaystyle G} del pla complex C, i 
{\displaystyle u_{1}(z)\leq u_{2}(z)\leq ...}
o bé és infinit en cada punt del domini {\displaystyle G} o és finit en cada punt del domini, en ambdós casos de manera uniforme en cada subconjunt compacte de {\displaystyle G}.
En aquest últim cas, la funció de
{\displaystyle u(z)=\lim _{n\to \infty }u_{n}(z)}
és harmònica en el conjunt {\displaystyle G}.